# Victoires de la musique
Victoires de la musique is een jaarlijkse ceremonie waarbij zangers en artiesten bekroond worden voor hun bijdrage aan de Franstalige muziekcultuur gedurende het afgelopen jaar. Deze bestaat sinds 1985 en wordt gezien als het Franse equivalent voor de Grammy Award.

## Geschiedenis
De eerste jaren werden de winnaars gekozen door leden van de raad van bestuur van de organisatie. Later werden de winnaars gekozen door een jury die bestond uit 40% zangers en artiesten, 40% producers en 20% andere waaronder de critici en radiomensen vielen. De laatste jaren kan het publiek stemmen via sms en sinds 2009 ook via internet.

### Overzicht jaren
| Datum            | Plaats                      | Zender    | Presentatie                                                                   |
| ---------------- | --------------------------- | --------- | ----------------------------------------------------------------------------- |
| 23 november 1985 | Moulin Rouge                | Antenne 2 |                                                                               |
| 22 november 1986 | Moulin Rouge                | Antenne 2 |                                                                               |
| 19 december 1987 | Zénith de Paris             | TF1       |                                                                               |
| 19 november 1988 | Zénith de Paris             | TF1       | Patrick Sabatier                                                              |
| 3 februari 1990  | Zénith de Paris             | Antenne 2 | Michel Drucker                                                                |
| 2 februari 1991  | Zénith de Paris             | Antenne 2 | Jean-Luc Delarue                                                              |
| 1 februari 1992  | Palais des congrès de Paris | Antenne 2 | Eddy Mitchell, Michel Sardou en Jean-Luc Delarue                              |
| 8 februari 1993  | Palais des congrès de Paris | France 2  | Nagui                                                                         |
| 7 februari 1994  | Palais des congrès de Paris | France 2  | Christian Morin en Nagui                                                      |
| 13 februari 1995 | Palais des congrès de Paris | France 2  | Michel Drucker en Nagui                                                       |
| 12 februari 1996 | Palais des congrès de Paris | France 2  | Arthur en Michel Drucker                                                      |
| 10 februari 1997 | Palais des congrès de Paris | France 2  | Michel Drucker                                                                |
| 20 februari 1998 | Olympia                     | France 2  | Michel Drucker                                                                |
| 20 februari 1999 | Olympia                     | France 2  | Michel Drucker                                                                |
| 11 maart 2000    | Zénith de Paris             | France 2  | Jean-Luc Delarue en Michel Drucker                                            |
| 17 februari 2001 | Olympia                     | France 2  | Jean-Luc Delarue                                                              |
| 9 maart 2002     | Zénith de Paris             | France 2  | Jean-Luc Delarue en Daniela Lumbroso                                          |
| 15 februari 2003 | Zénith de Paris             | France 2  | Jean-Luc Delarue en Michel Drucker                                            |
| 28 februari 2004 | Zénith de Paris             | France 2  | Jean-Luc Delarue en Guillaume Durand                                          |
| 5 maart 2005     | Zénith de Paris             | France 2  | Jean-Luc Delarue, Michel Drucker, Guillaume Durand, Daniela Lumbroso en Nagui |
| 4 maart 2006     | Zénith de Paris             | France 2  | Nagui en Michel Drucker                                                       |
| 10 maart 2007    | Zénith de Paris             | France 2  | Nagui en Michel Drucker                                                       |
| 8 maart 2008     | Zénith de Paris             | France 2  | Nagui                                                                         |
| 28 februari 2009 | Zénith de Paris             | France 2  | Nagui                                                                         |
| 6 maart 2010     | Zénith de Paris             | France 2  | Nagui                                                                         |
| 9 februari 2011  | Zénith de Lille             | France 4  | Cyril Hanouna en Stéphanie Renouvin                                           |
| 1 maart 2011     | Palais des congrès de Paris | France 2  | Marie Drucker en Aline Afanoukoé                                              |
| 3 maart 2012     | Palais des congrès de Paris | France 2  | Alessandra Sublet en Jérémy Michalak                                          |
| 8 februari 2013  | Zénith de Paris             | France 2  | Virginie Guilhaume en Laurent Ruquier                                         |
| 14 februari 2014 | Zénith de Paris             | France 2  | Virginie Guilhaume en Bruno Guillon                                           |

## Prijzen en categorieën
Bekroning van de artiesten
- Mannelijke zanger van het jaar (sinds 1985)
- Vrouwelijke zanger van het jaar (sinds 1985)
- Franstalige zanger(es) of groep van het jaar (tussen 1994 en 1997)
- Buitenlandse groep van het jaar (sinds 1985)
- Groep van het jaar (tussen 1988 en 2000)
- Elektronischemuziekperformer van het jaar (in 2009)

Bekroning voor opkomende talenten
- Opkomende groep of podiumartiest van het jaar (sinds 2001)
- Publieke opkomende groep of zanger van het jaar (sinds 2005)
- Opkomende variété van het jaar (van 1985 tot 1986)
- Opkomende mannelijke variétéartiest van het jaar (van 1987 tot 1996)
- Opkomende vrouwelijk variétéartiest van het jaar (van 1987 tot 1996)
- Opkomende groep van het jaar (van 1987 tot 1996)
- Openbaring van het jaar (van 1997 tot 2004)
- Opkomend album van het jaar (van 2001 tot 2010)

Bekroning van albums
- Kleinkunstalbum van het jaar (sinds 2001)
- Rockalbum van het jaar ( van 1985 tot 1986 en sinds 2001)
- Album van het jaar (van 1985 tot 1998 en in 2011)
- Kleinkunst-, rock- of popalbum van het jaar (van 1999 tot 2000)
- Franstalig album van het jaar (van 1985 tot 1992)
- Wereldmuziek- of traditionelemuziekalbum van het jaar (sinds 1992)
- Urbanalbum van het jaar (sinds 2007)
- Elektronischemuziekalbum van het jaar (sinds 1998)
- Rapalbum van het jaar (sinds 1999)
- Rap- of reggae-album van het jaar (in 2000 en 2001)
- Rap- of hiphopalbum van het jaar (van 2002 tot 2004)
- Reggae-album van het jaar (in 2002)
- Rap-, hiphop- of  R'n'B-album van het jaar (in 2005)
- Rap, hiphop of R'n'B van het jaar (in 2006)
- Film- of tv-muziekalbum van het jaar (van 1985 tot 2008)
- Kindermuziekalbum van het jaar (van 1985 tot 2001)
- Instrumentaalalbum van het jaar (van 1985 tot 1986 en van 1992 tot 1996)
- Bestverkochte album van het jaar (van 1985 tot 1995)

Bekroning van liederen
- Origineelste lied van het jaar (sinds 1985)

Bekroning van voorstellingen, optredens en concerten
- Musical, tournee of optreden van het jaar (sinds 1999)
- Musical van het jaar (van 1985 tot 1996)
- Concert van het jaar (van 1990 tot 1998)

Bekroning van videoclips en dvd's
- Videoclip van het jaar  (sinds 1985)
- Dvd-musical van het jaar (van 2005 tot 2012)

Bekroning voor technische prestaties
- Klankman van het jaar (in 1985, 1992 en 1993)
- Albumregisseur van het jaar (in 1985)
- Studioman van het jaar (in 1985)
- Arrangeur/producent van het jaar (van 1986 tot 1987)
- Producent van het jaar (van 1992 tot 1996)
- Cd-hoesje van het jaar (van 1985 tot 1986)

### Victoires d'honneur (Eregalerij)
- 1990: Serge Gainsbourg
- 1996: Henri Salvador
- 2001: Renaud
- 2003: Serge Reggiani
- 2007: Juliette Gréco en Michel Polnareff
- 2009: Johnny Hallyday en Jean-Loup Dabadie
- 2010: Charles Aznavour, Stevie Wonder en Hugues Aufray
- 2011: Indochine
- 2013: Véronique Sanson, Enrico Macias en Sheila (Serge Lama weigerde deze in ontvangst te nemen.[14])
- 2014: Salvatore Adamo
- 2015: David Guetta, Jean-Louis Aubert, IAM en Rachid Taha
- 2016: William Sheller
- 2018: Étienne Daho

## Belgische winnaars
- 2023 - Angèle: Beste vrouwelijke artiest, Meest gestreamde album door een vrouwelijke artiest
- 2023 - Stromae: Beste mannelijke artiest, Beste album (Multitude)
- 2023 - Pierre de Maere: Beste mannelijke revelatie
- 2020 - Angèle: Beste concert (Brol Tour)
- 2019 - Angèle: Beste revelatie album, Beste audiovisuele creatie (Tout oublier)
- 2015 - Stromae: Concert van het jaar (Racine carrée)
- 2014 - Stromae: Beste mannelijke artiest, Beste album (Racine carrée), Beste videoclip (Formidable)
- 2011 - Stromae: Beste dance album (Cheese)